# مسلم عبد الله
مسلم عبد الله هو مفكر وباحث إسلامي وإعلامي مصري، عُرف بتقديمه لبرنامج «ثبت رجلك» في «قناة البينة لمقارنة الأديان والرد على الشبهات» على موقع اليوتيوب، واشتهر بتقديمه عدة مقاطع مصورة للرد على أدعياء الفكر التنويري، أو ما يفضل تسميته «منهج تزوير التنوير»، وذلك لإيمانه أن التنوير الحقيقي في معرفة نور الوحي الإلهي، والنجاة الحقيقية في الالتزام به.

## النضج الفكري
بدأ نضجه الفكري في سن مبكر، فأدرك منذ بداية المرحلة الإعدادية تمتعه بمواهب فكرية تحليلية وتجريدية ونقدية، كما وجد من نفسه قدرة جيدة في مهارات التواصل وعرض الرأي والإقناع.

## رحلته بين الأديان والفلسفات
بدأ في المرحلة الإعدادية بمراجعة صحة الدين الموروث عن طريق وضع قواعد عقلية تأصيلية حيادية للبحث، وحدد أصول عقائدية ضرورية لتبدأ منها رحلته في دراسة الأفكار والفلسفات والأديان، حيث درس فلسفاتها ومحاورها الفكرية الأساسية، واستمر بحثه حتى السنة الثانية من المرحلة الثانوية حيث تأكد من صحة الإسلام فاقتنع وآمن به، لكنه ظل إيمان قلبي مجرد بدون التزام حقيقي بالأوامر والنواهي حتى السنة الثانية من الدراسة الجامعية.

## رحلته بين المذاهب الإسلامية
في السنة الثانية من الدراسة الجامعية بدأ التزامه بالفروض التعبدية والسمت الإسلامي للترقي الظاهري، مع طلب العلم الشرعي للترقي العقلي والقلبي الباطني.
وبدأ طلب العلم بدراسة الواجبات التي يتعين على المسلم معرفتها في جانب العقيدة والعبادة، واهتم دائماً بالتأكد من توثيق الأدلة الشرعية ومعرفة طرق فهمها واحتمالات، ومراجعة مشايخه بالاسئلة والاحتمالات لأراء المخالفين للتحقيق والتأكد من صحة ما يتعلمه، كما اهتم بفهم الربط المنطقي بين العلوم الشرعي عموماً، والتسلسل المنطقي لمسائل كل علم شرعي منهم، ويقول «قد أنعم الله عليّ بطلب العلم مع شيوخ أجلاء مربيين، احترموا عقلي، وتفهموا تفكيري، وساعدوني بالتأصيل العقلي النقلي الذي يربط بين الأدلة الشرعية الصحيحة بفهم منطقي، فاطمئن قلبي بالوصول لقناعة يقينية بصحة الإسلام باعتباره الوحي الإلهي الأخير والمحفوظ، وأن النجاة الحقيقية في الالتزام بالصراط المستقيم، صراط الذين أنعم الله عليهم من النبيين والصديقين والشهداء والصالحين، وهم في أمّة الإسلام ما كان عليه النبي محمد وآله الطاهرين وأصحابه الصديقين والشهداء والصالحين».
وفي أثناء رحلته في طلب العلم درس عدة كتب في عدة علوم شرعية منها:
- علوم العقيدة الإسلامية والمقالات والفِرَق
- علوم الفقه
- مصطلح الحديث وعلومه
- علوم القرآن والتفسير
- علوم اللغة العربية الصرف والنحو والبلاغة
- أصول الفقه والقواعد الأصولية الفقهية

## رحلته في الدعوة إلى الله

### الدعوة الكتابية
استغل مسلم عبد الله رحلته الفكرية بين الفلسفات والأديان والمذاهب مع ما أنعم الله عليه من أدوات عقلية وبلاغية وما تحصّل عليه من أدوات علمية، فبدأ بالاهتمام بالدعوة إلى الله في محيطه الواقعي، فلم يُشبعه ذلك، فاتجه إلى الدعوة عبر فضاء الإنترنت من خلال دراسة تفصيلية لأنشط المناهج الفكرية التوسعية ذات الخطر العقائدي على عوام المسلمين وخصوصاً الشباب الذي تزامن نضجه العقلي مع الضحالة العلمية الشرعية في المجتمع وثورة الاتصالات والانفتاح الثقافي والفكري على مختلف الأفكار المخالفة والباطلة والمنحرفة، مما استلزم زيادة الاهتمام بدراسة أفكار ومناهج المدارس الإلحادية وعدة أديان كالنصرانية واليهودية والصابئة المندائية والزرادشتية المجوسية والبوذية، كما استلزم ذلك تعلم المنطق والفلسفة والفيزياء والأحياء وبعض اللغات القديمة لبعض الأديان كاليونانية والعبرية والآرامية والقبطية واللاتينية والمندائية، ومدارس النقد الكتابي للعهد القديم والجديد، كما شارك في إنشاء وإدارة عدة منتديات ومدونات وصفحات دعوية على الإنترنت.

### الدعوة العملية
كما يُعتبر ضيف ومشارك دائم في معرض القاهرة الدولي للكتاب لتقويض وتقييد الجهود التنصيرية وإقامة النقاشات الدعوية مع شباب المسلمين وغير المسلمين على حد سواء.

## أعماله المصورة

### برنامج ثبت رجلك
وهو برنامج يهدف لتثبيت المسلم في أرض الإسلام من خلال شرح مبسط للبناء العقائدي الإسلامي بطريقة منطقية.
منذ العرض التشويقي يُعلن أنه برنامج يستهدف المسلم الشاب الناضج فكرياً ولا يريد مجرد التسليم بالموروث الديني، واستهدف في حلقات البرنامج الجمع بين الأدلة العلمية والمنطقة وبين الترتيب المنطقي، فاستهدف أن تكون كل مسألة لها أدلتها العقلية الذاتية المثبتة لها، وتكون مبنية على المسألة السابقة لها.
لذلك يبدأ البرنامج بالبحث عن أصل الإيمان (هل الإنسان يحتاج لدين؟ وهل يمكن الاستعاضة عن الدين بالعقل أو العلم البشري؟)، ثم يكمل البحث في أصل الأصول (إثبات الوجود الإلهي) ثم (اثبات الكمال الإلهي) ثم (إثبات اليوم الآخر) ثم (إثبات الوحي ومعايير الدين الصحيح).
ثم اختصاراً للوقت لا يتكلم عن نقد الأديان الأخرى (فلها برنامج آخر كما ذكر الداعية إن شاء الله) بل يبدأ بإثبات وحي القرآن، ومعنى التحدي بالإعجاز القرآني، وأوجه الإعجاز القرآني، ثم يتكلم عن إثبات وحي السنة
ثم يعرض الإيمان بالقدر، ويفك معضلة علاقة الكتابة القدرية بحرية الإرادة والأفعال الاختيارية. مع كلامه عن ما يلزم من العلم بوحي القرآن والسنة من وجوب تصديق الأخبار الغيبية، وطاعة الأوامر التعبدية.
وتم نشر حلقة منفصلة بعنوان ما ذنب من لم يولد في أسرة مسلمة ليدخل النار.
كل ما تقدم هي حلقات الموسم الأول من برنامج ثبت رجلك، وفي الموسم الثاني يبدأ مرحلة جديدة من مراحل توثيق معرفة المسلم بالإسلام وذلك من خلال معرفة الصرح العلمي الشرعي الإسلامي ومعرفة مبادئه العقلية وتفاصيله العلمية. فيتكلم عن بداية العلوم عموماً ومراحل نشأتها بين الرواية والتدوين. ثم يتكلم عن ثلاثة علوم من علوم الشريعة الإسلامية (علوم القرآن، علوم الحديث، علوم أصول الفقه).

### شغل مخك
هو برنامج مترتب على برنامج ثبت رجلك، فبعد أن يتم تثبيت أقدام المسلم في أرض الإسلام من خلال معرفة العقائد والعلوم الشرعية الأساسية، ندخل في المرحلة الثانية وهي مرحلة تعليم فن رد الشبهات.
وتبدأ سلسلة شغل مخك بتلقي الاسئلة والشبهات من المُتابعين، وتناول الرد على بعض تلك الشبهات بنقضها منطقياً أولاً ببيان ما فيها من مُغالطات منطقية، وذلك لتدريب المسلم على النقد المنطقي للشبهات، قبل أن يبدأ في نقضها شرعياً.

### سلسلة تزوير التنوير
سلسلة للرد على دعاة التنوير ممن يهدفون إلى الشهرة عن طريق محاولة زعزعة ثوابت الدين في نفوس عوام المسلمين.

### اعرف صاحبك
هو برنامج يُخاطب المُسلم في المقام الأول لتعريفه بالأديان الأخرى من خلال عرض إجمالي تحليلي لتطورها العقائدي تاريخياً، ثم عرض تفصيلي لعقائدها الأساسية كما يؤمن بها أهلها، مع نقد تلك العقائد عقلياً ومنطقياً، ثم من وجهة النظر الإسلامية، ثم على أساس نصوص الكتب المقدسة لتلك الأديان.

### لقاءات متنوعة
ظهر مسلم عبد الله كضيف في عدة لقاءات مع كثير من الدعاة في مجال مقارنة الأديان والرد على الشبهات.
ومنها لقاءاته المتنوعة مع محمد شاهين (التاعب):
1. ثلاث حلقات متتالية للرد على شبهات متنوعة تناولت مواضيع المنطق، والإلحاد، والعلوم الشرعية الإسلامية، والعلوم النصرانية.[12]

1. أربع حلقات متتالية للرد على كتاب «مخطوطات القرآن» للمغربي «محمد المسيح»، وذلك من خلال عرض تاريخ اللغة العربية قبل الإسلام، وتنزيل الوحي القرآني، وتاريخ انتقال القرآن، بما يرد على الشبهات المُثارة الطاعنة في القراءات القرآنية، والمخطوطات القرآنية المُكتشفة.[13]

كما ظهر في عدة فيديوهات بث مباشر على صفحته الشخصية على الفيسبوك أو في قناته على اليوتيوب.